# Ber
Pour les articles homonymes, voir BER et Berceau (homonymie).
Un ber ou berceau est une charpente de bois ou métal qui supporte un navire et glisse avec lui pendant le lancement. On appelle aussi ber un appareil dans lequel on place un bateau pour le haler à terre, sur un slipway par exemple (voir ber roulant de Big Chute), ou pour le maintenir droit pendant les réparations ou le transport par voie ferrée ; ce type de ber peut avoir des roues.

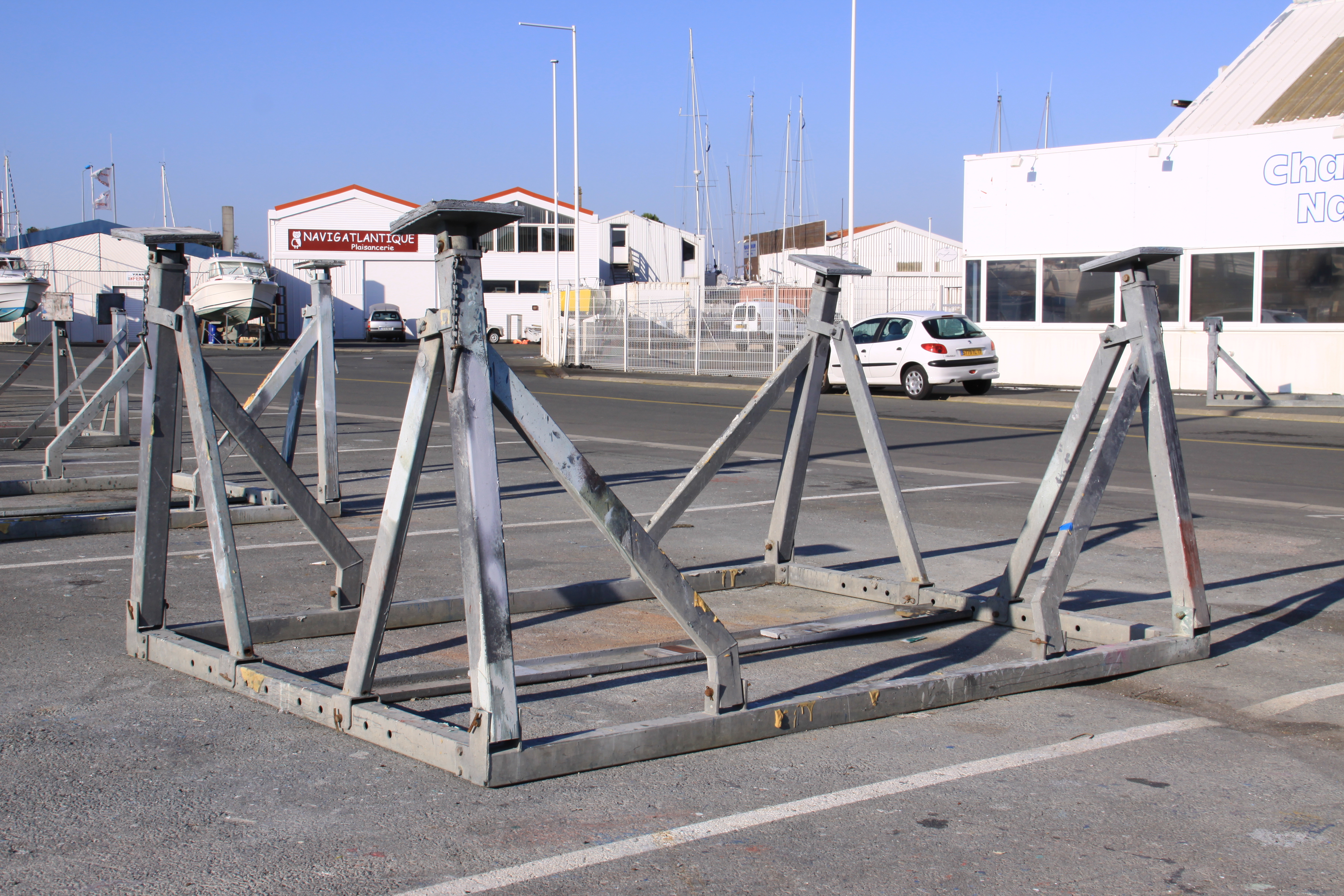
Un ber statique.

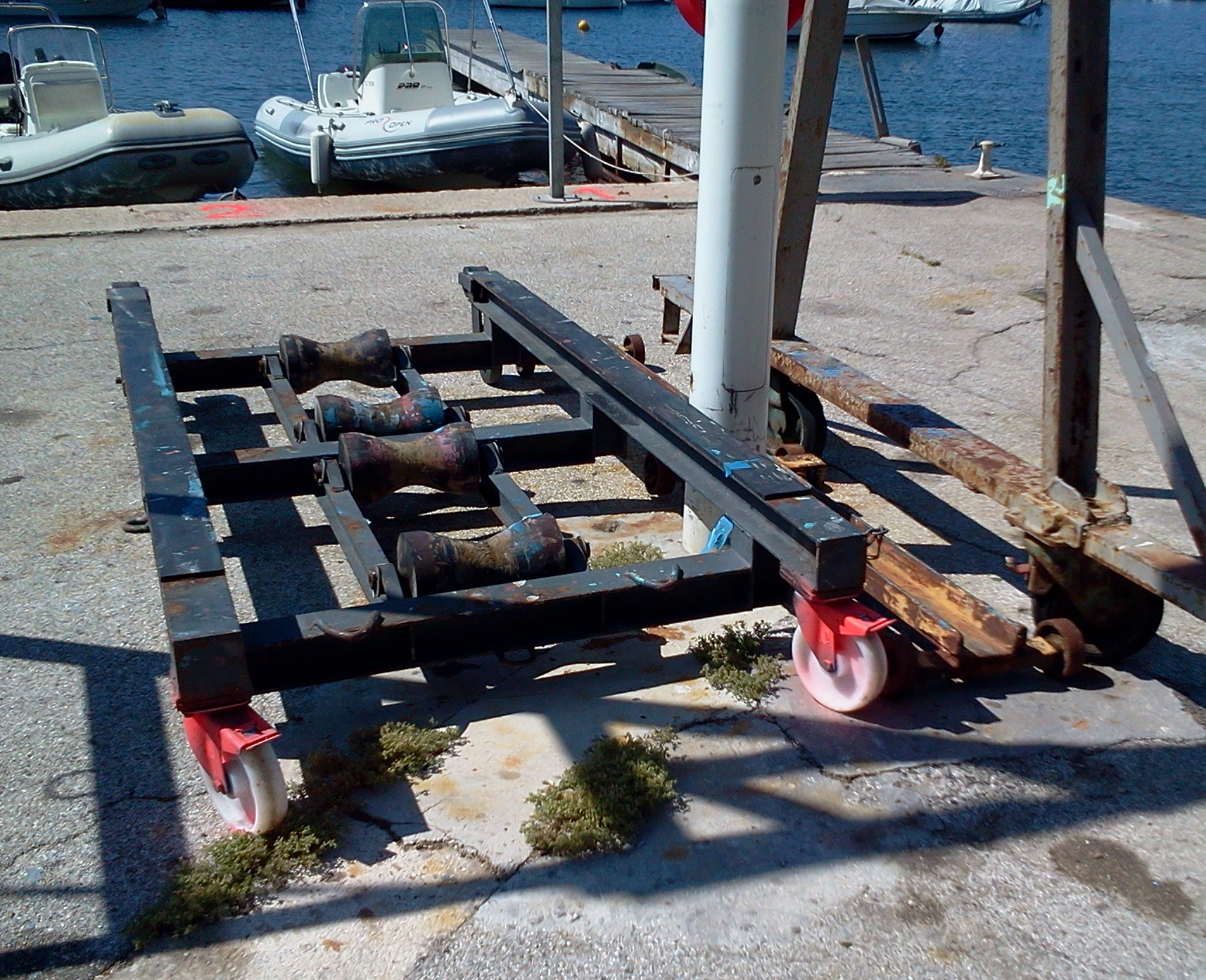
Un ber roulant.

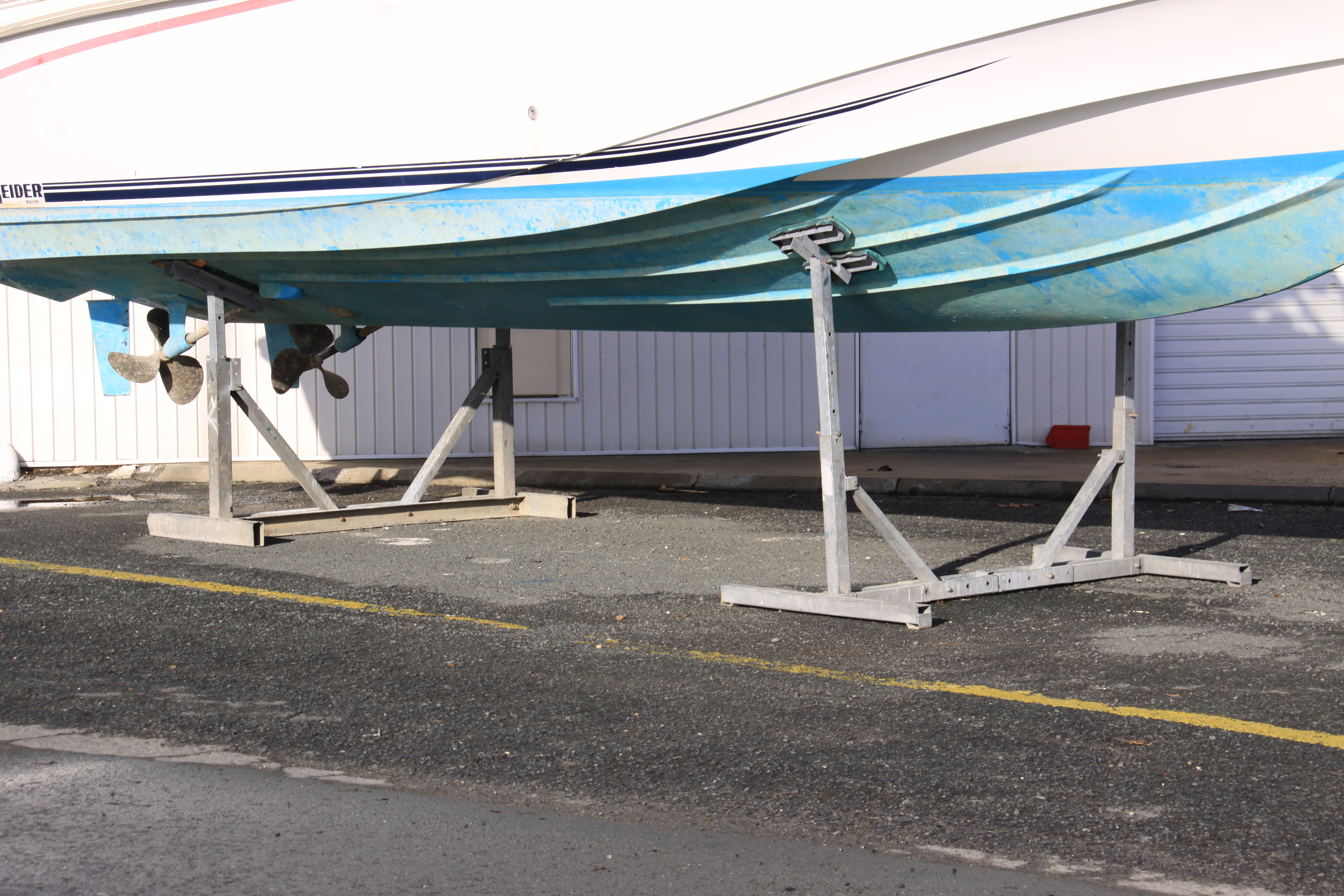
Deux bers indépendants et fixes.

## Présentation du ber de construction et de lancement
Le ber est placé sous un navire pour le supporter pendant la construction ou la réparation. Il sert à le maintenir vertical pendant toute la durée de son lancement et glisse sur la cale lorsqu'on lance ce bâtiment à l'eau. Le ber le plus usité est celui qui se lance avec le navire. Il se compose de deux pièces de bois rectangulaires placées de chaque bord de la quille parallèlement à l'axe longitudinal et appelées couettes, coittes ou anguilles. Elles s'appuient sur les coulisseaux fixés sur la cale.

## Autres types de ber
Un ber est aussi une charpente qui supporte, une fois sortis de l’eau, les bateaux de plaisance (voiliers, bateaux à moteur) pour l’hivernage, le stockage et la réparation. Ce ber métallique et galvanisé est statique. Il est constitué d’un socle (plus précisément d’un cadre) sur lequel est soudée ou fixée à chaque angle une chandelle télescopique et réglable terminée par un patin inclinable. Les quatre patins permettent d’épouser la forme de la coque du bateau. Certains bers statiques ont également une charpente intérieure qui permet de faire reposer la quille lorsqu’elle est courte. Ce type de ber statique est réservé aux navires de faible tonnage.
Lorsque des réparations sont effectuées à bord, le ber statique ne supporte pas le bateau. L’embarcation repose au sol sur sa quille et les chandelles du ber ne servent qu’à maintenir verticalement le bateau.
Il existe aussi des bers indépendants fixes qui sont constitués d’un socle en forme de « H » et de deux chandelles télescopiques terminées par un patin. Ce type de ber permet de mieux régler la distance en longueur entre le ber à l’avant du bateau et celui à l'arrière.

## Galerie d'images

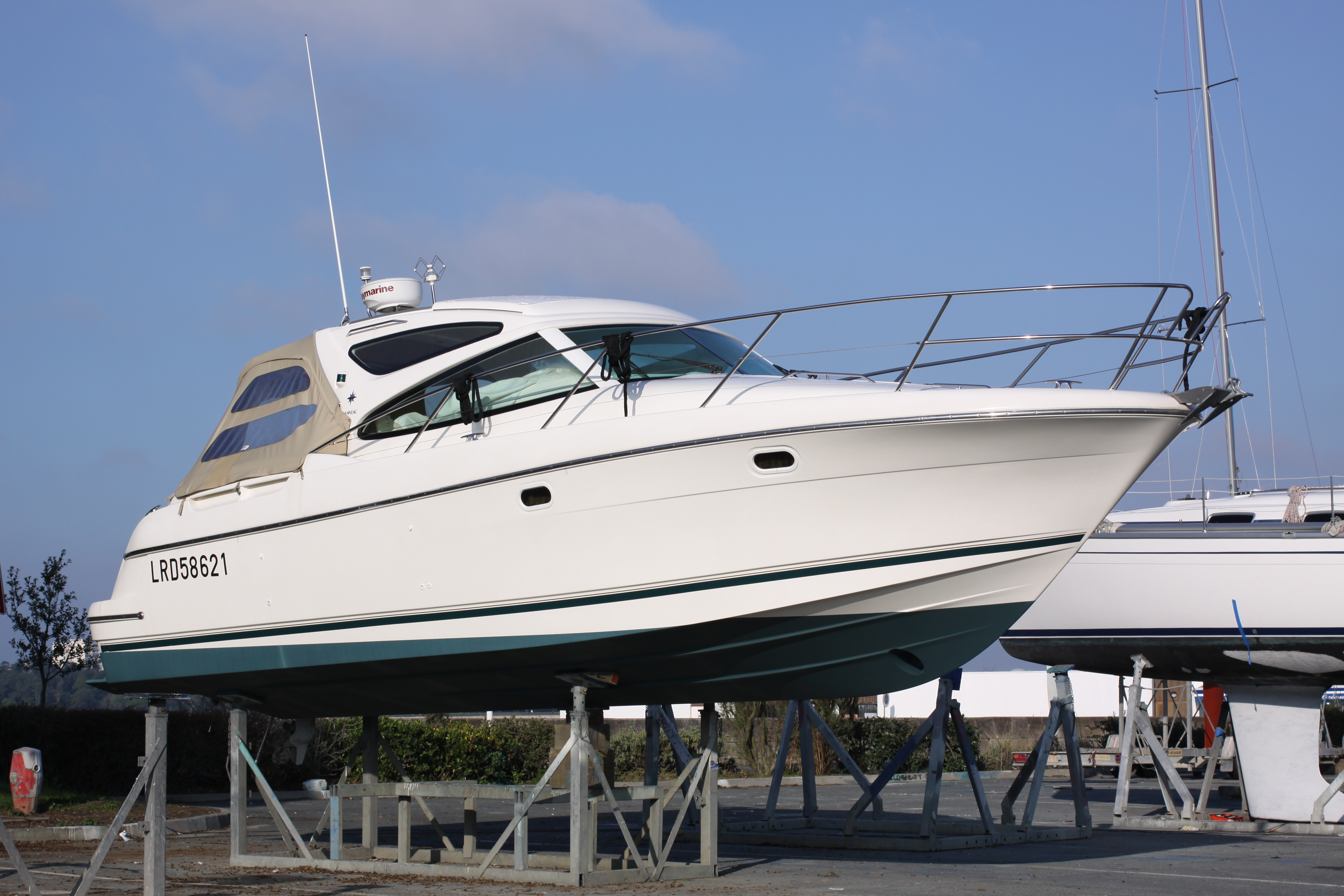
Une vedette de plaisance sur un ber statique.
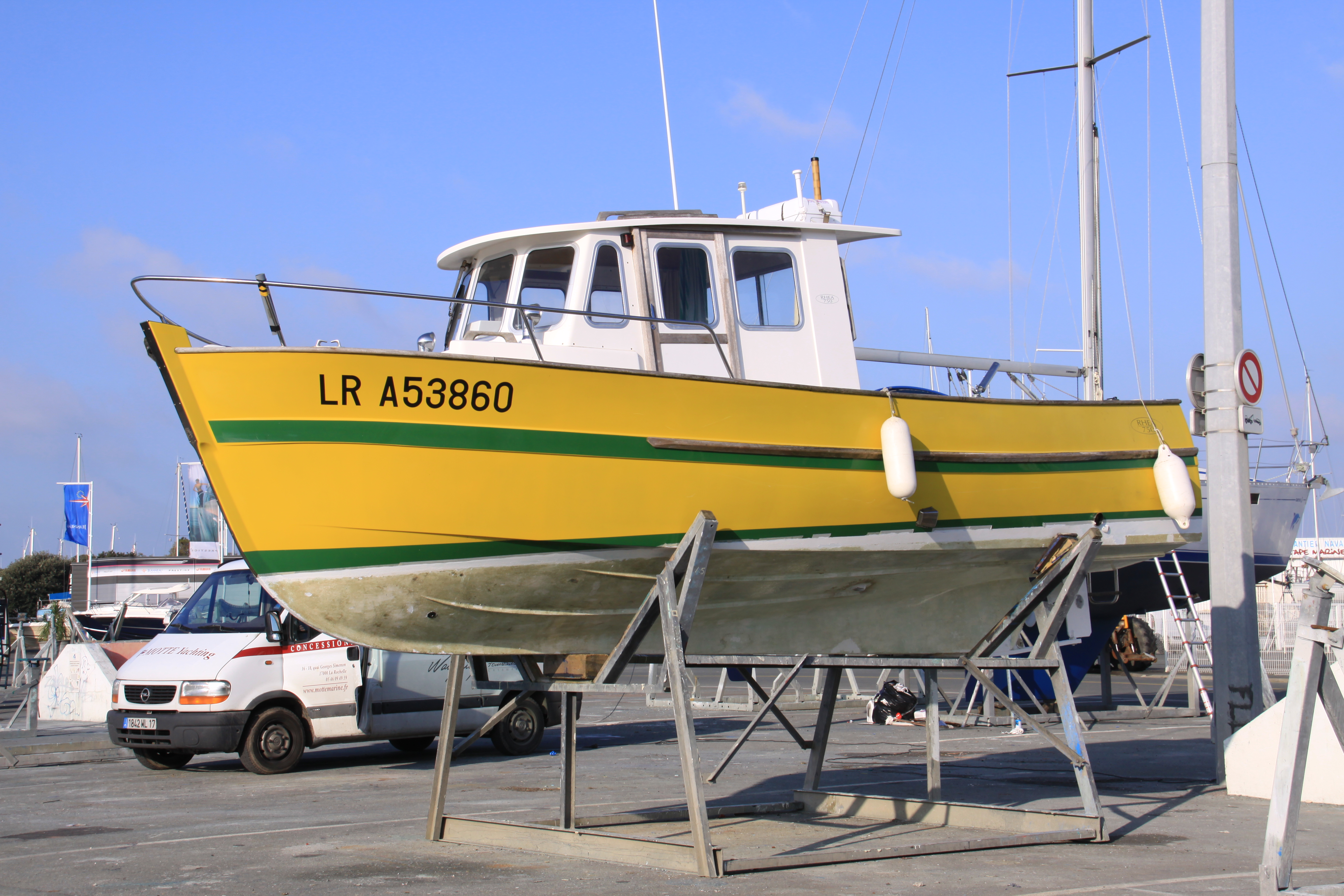
Un bateau à moteur sur un ber statique.
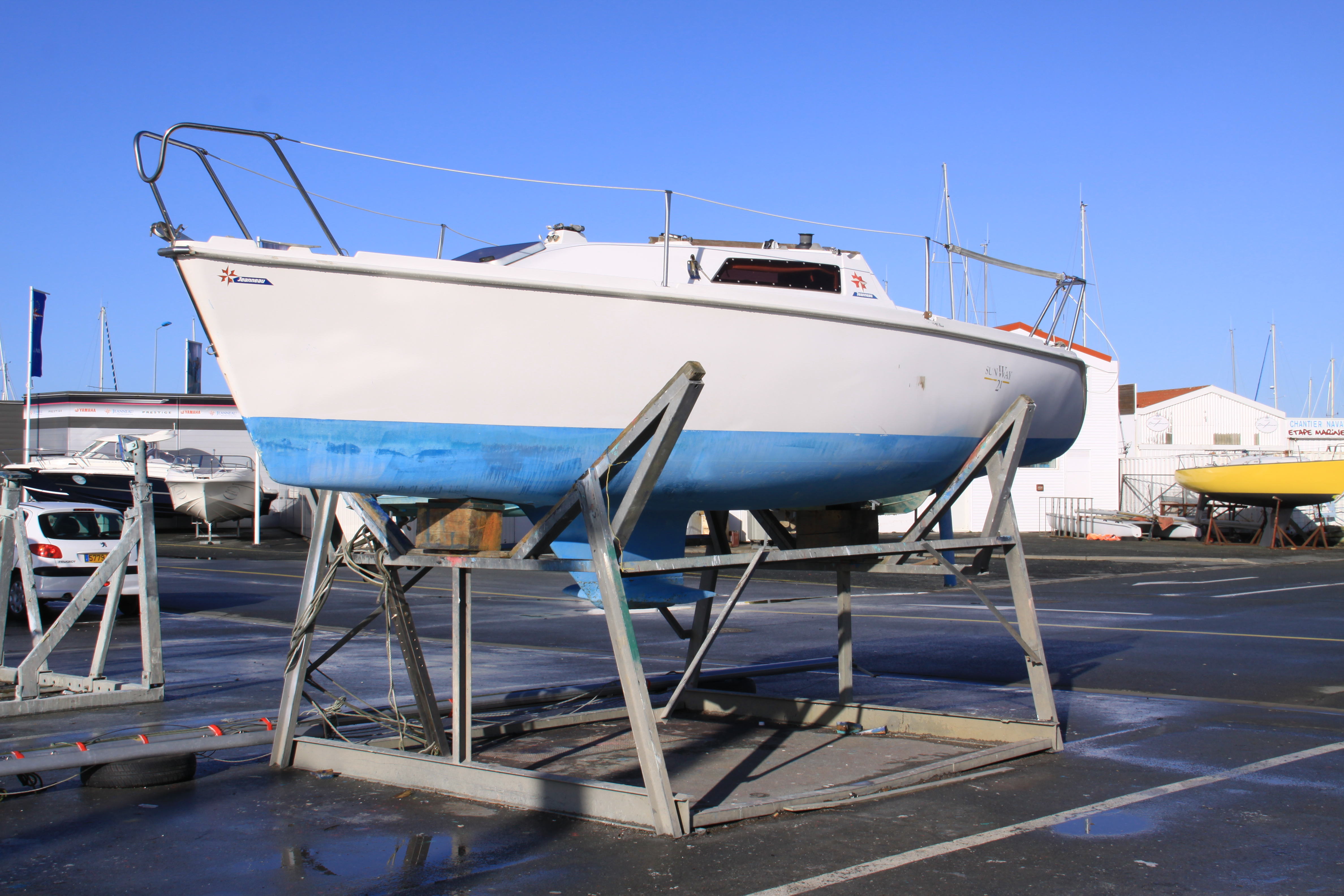
Un petit voilier dans un ber statique.
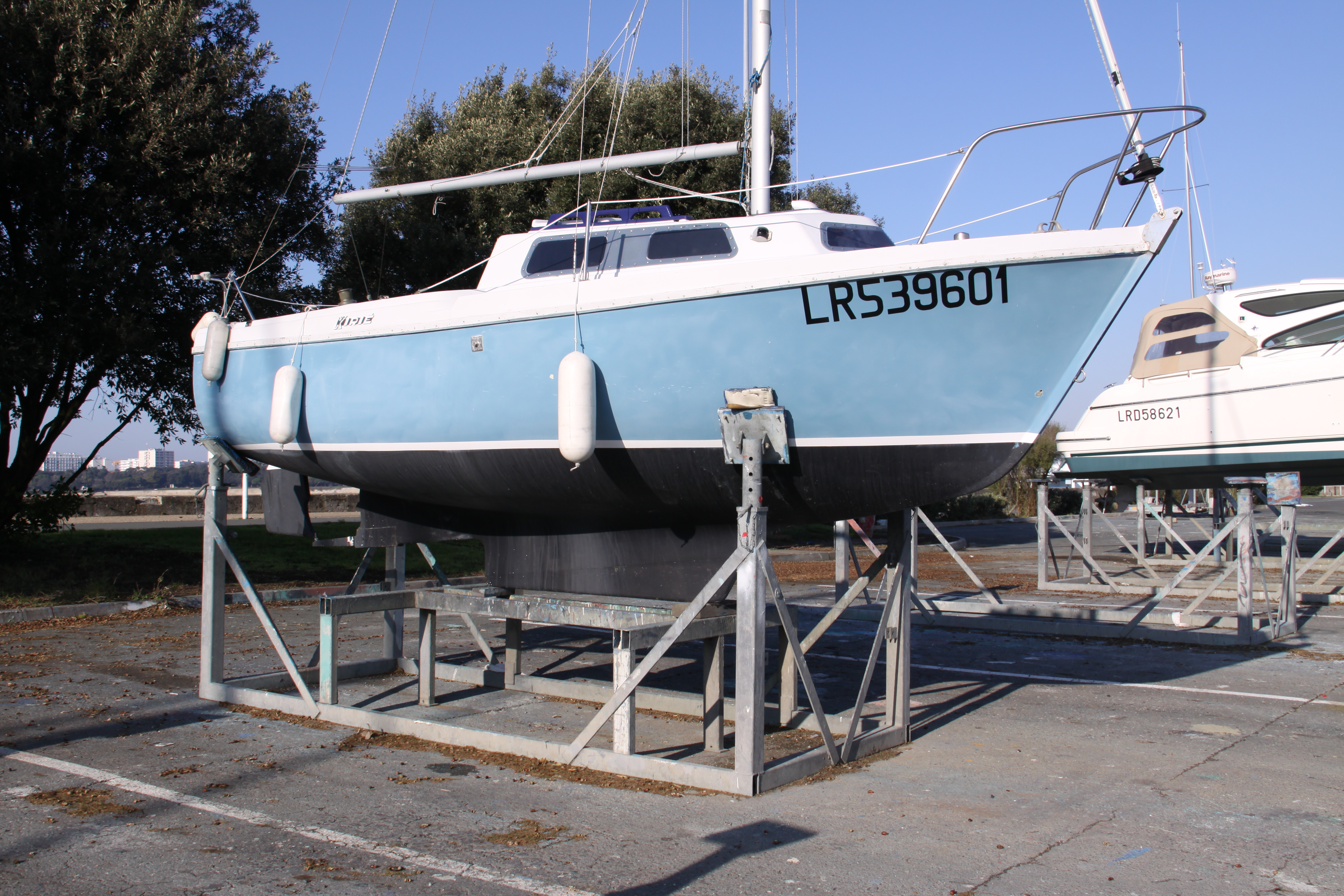
Un voilier de plaisance sur un ber avec repose-quille.
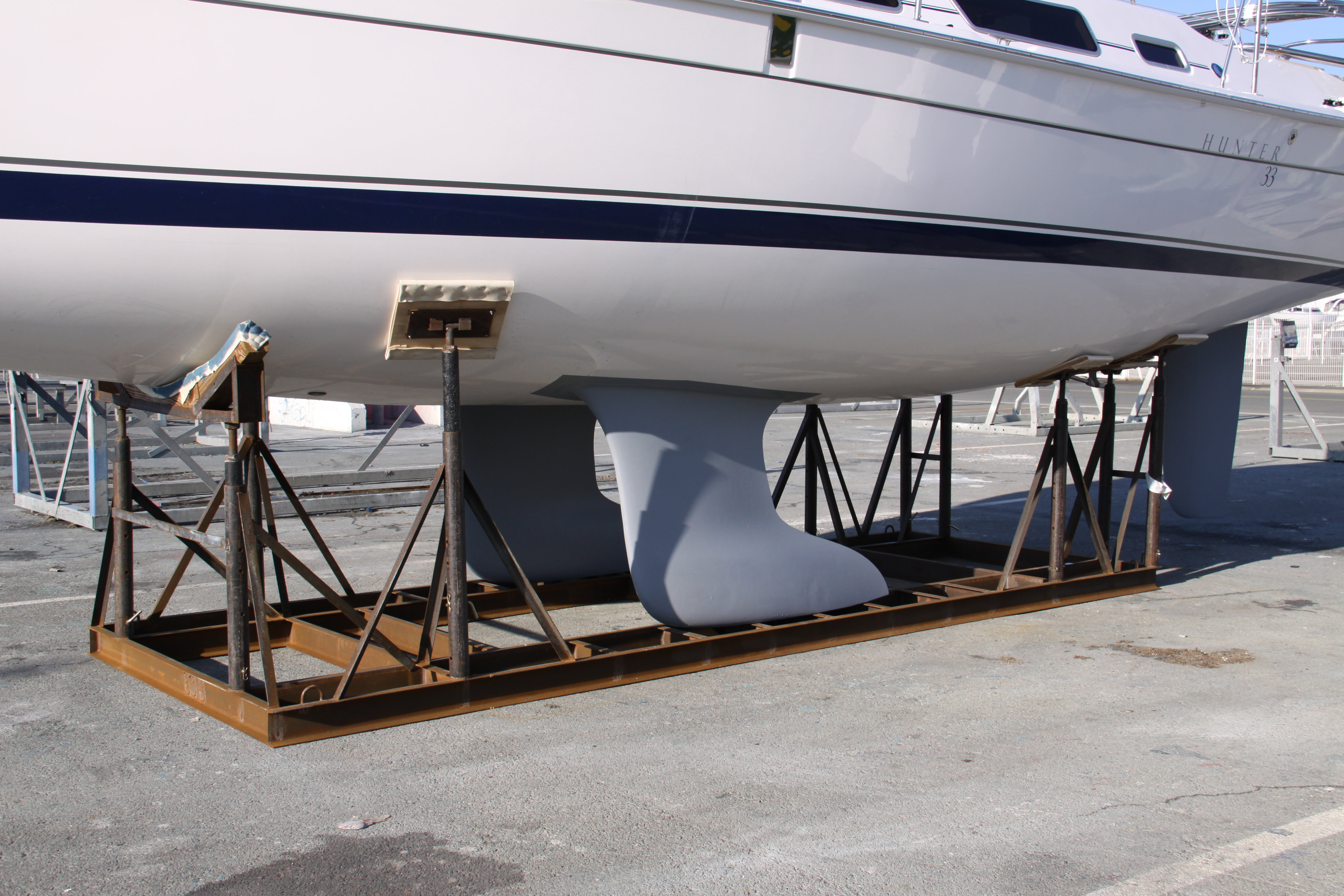
Un voilier de plaisance biquille reposant sur un ber statique adapté.
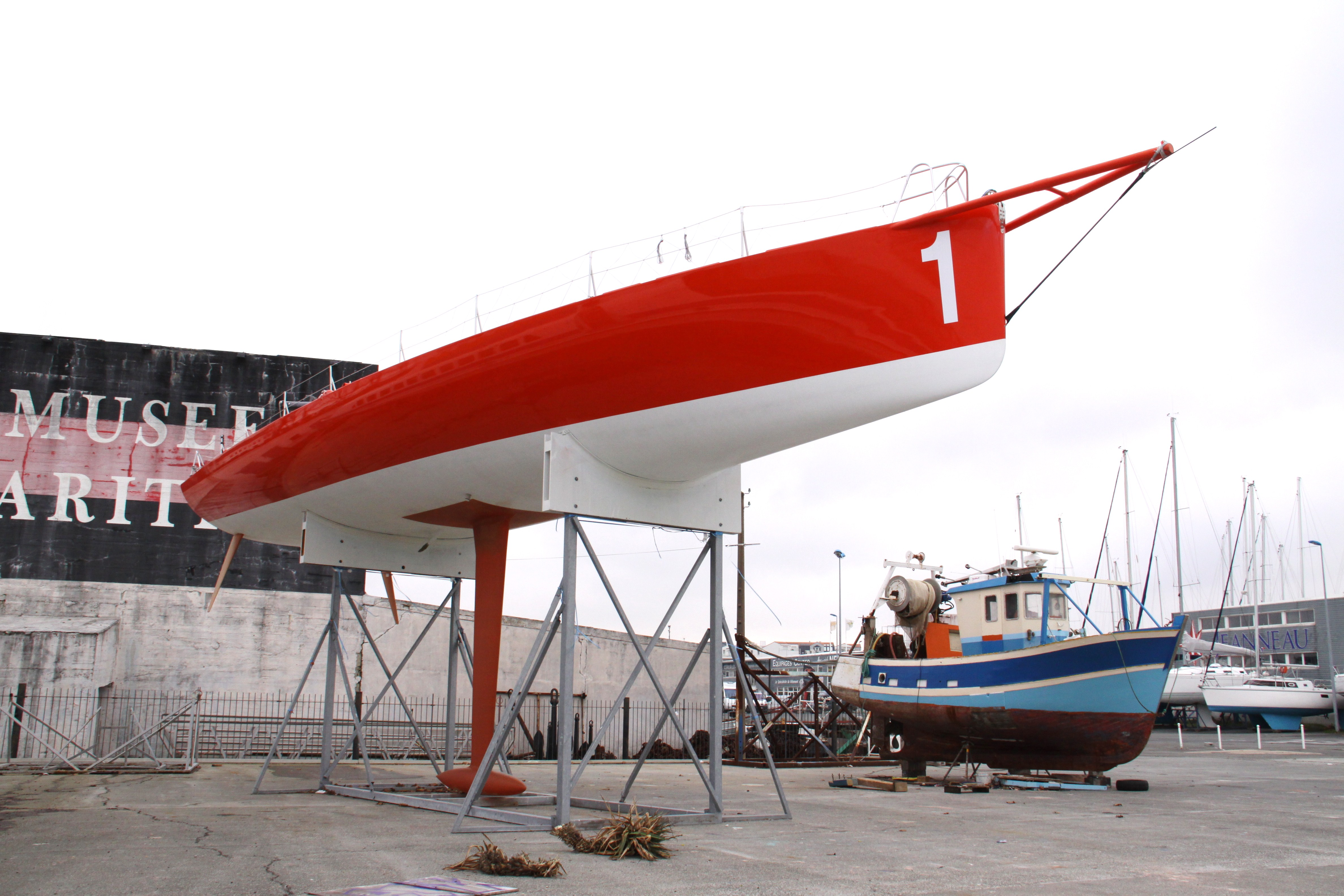
Un voilier de régate reposant sur un ber statique.
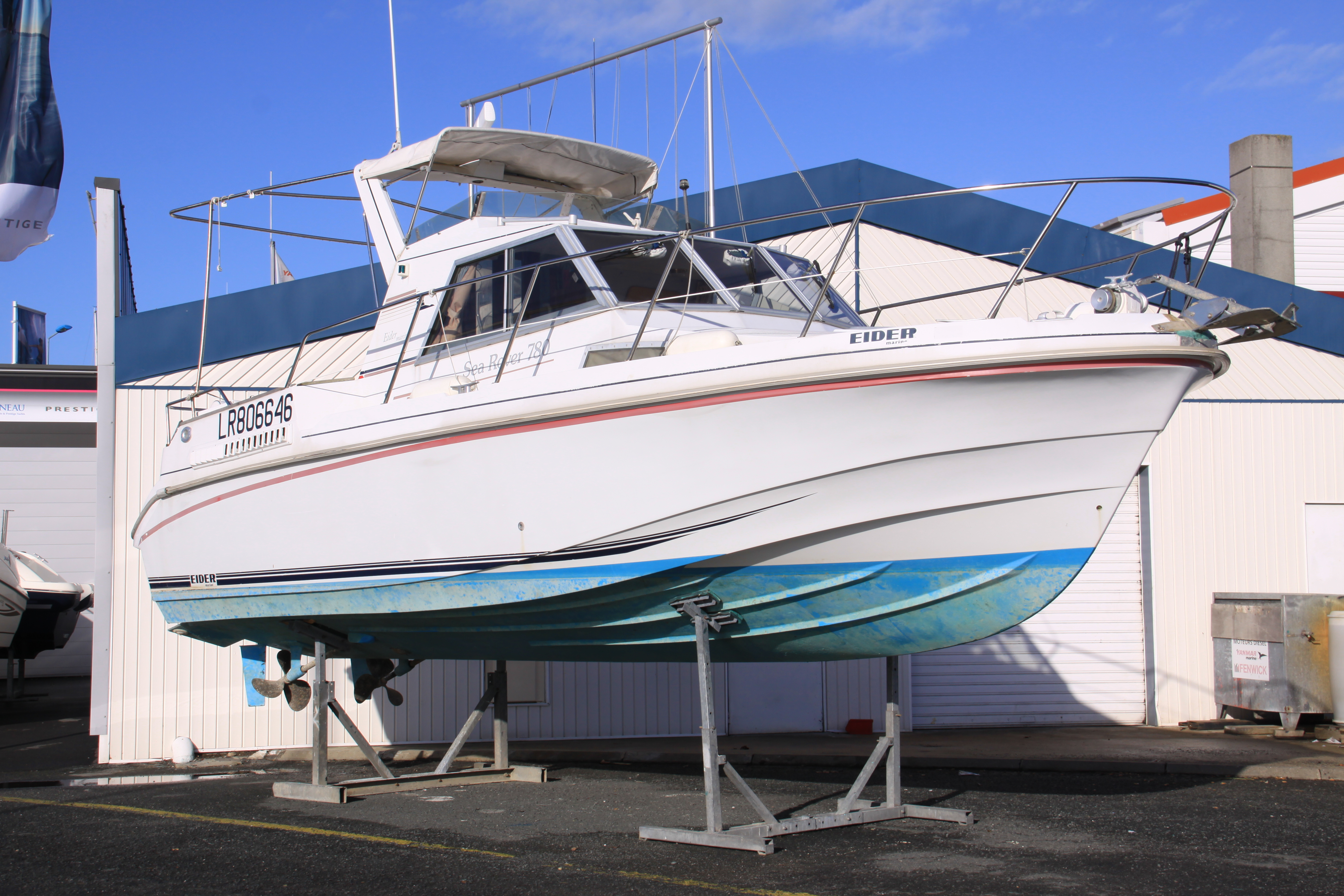
Deux bers indépendants fixes soutenant une vedette à moteur.

## Usage ancien et origine du mot
Les bers au pluriel, le ber ou bers au singulier, appartiennent au vocable technique des arsenaux. Il s'agit d'un berceau composé de cordage, de soliveaux et de poutres sur lequel se construit (naît) ou se répare (renaît) le bateau.
L'origine gauloise est probable : barcio, soit le berceau provient du gaulois barta, berta soit la planche, la tige, qui a aussi engendré le latin populaire bertium et son dérivé diminutif berciolum. L'ancien français berz désigne toujours un berceau fait de planchettes et de tiges d'osier recourbées. Noter que les marins reconnaissent la racine indoeuropéenne bart, bard au sens de surface de planches ou plancher dans le verbe débarder.
Les Canadiens francophones connaissent le ber au sens trivial de berceau précédemment défini. Les anciens cultivateurs français employaient en 1611 le terme dans un sens technique différent, pour nommer les ridelles d'une charrette apte à soutenir une bâche.
Contrairement à la toponymie qui a suivi l'évolution gallo-romaine en bersa ou bers, notre mot technique ber est passé de préférence par le latin vulgaire. En 1805, les arsenaux connaissent le bert et les pièces de bert ou de berceau, soient le levier (de chasse), le colombier, le tin et la ventrière. La glissière du ber était constituée de la couette et de la coulisse.